# Белавин, Иван Иванович
Ива́н Ива́нович Бела́вин (1852—1930) — старший врач Богословского горного округа, хирург, доктор медицины (с 1880 года), Герой труда (1928 год).

## Биография
Родился 12 февраля 1852 года (по новому стилю) в городе Демянске Новгородской губернии в семье священника.
Два года Иван учился в Демянском городском училище и семь лет — в Новгородской гимназии, которую окончил в 1870 году. После этого в течение года служил земским сельским учителем в селе Полново Демянского уезда, расположенном на берегу озера Селигер. В 1872 году поступил в Петербургскую Медико-хирургическую академию, которую и окончил в 1877 году со званием врача.
По окончании академии, Белавин был мобилизован на румынский фронт, где и провел в качестве военного врача Русско-Турецкую кампанию 1877—1878 годов — служил в хирургическом отделении госпиталя Красного Креста. Одновременно был в 1878 году прикомандирован к клиникам Медико-хирургической академий в Петербурге для научно-практического усовершенствования. В январе 1880 года он окончил военную службу.
Получив в 1880 году степень доктора медицины, в мае этого же года Белавин занял место штатного ординатора хирургического отделения Обуховской больницы для чернорабочих в Петербурге. Как опытный и знающий хирург неоднократно командировался в другие губернские города (Новгород, Псков) для консультации и выполнения операций. В 1886 году на Богословском заводе (ныне город Карпинск) умер доктор, и Иван Иванович был приглашён врачом в Богословский округ. В июне 1886 года он стал служить на Богословском заводе заведующим больницей.
Всю оставшуюся жизнь Белавин прожил на Богословском заводе, изредка используя свой отпуск с научной целью: несколько раз был в Обуховской больнице; один свой отпуск посвятил знакомству с лучшими заграничными клиниками, посетив клиники Германии и Швейцарии. Повышал свою квалификацию на курсах для врачей при бывшем Петербургском Еленинском институте и в Московском гинекологическом институте для врачей имени А. П. Шелапутиной. Многие годы преподавал в Турьинском горном училище предмет «Подача первоначальной помощи в несчастных случаях». В государственной иерархии дослужился до чина коллежского асессора.
Принимал участие в общественной жизни. Был выборщиком в Государственную Думу, в 1917 году избирался гласным Богословского волостного земского собрания, в 1924 году был избран в Богословский сельский совет. Во время Гражданской войны в России, с ноября 1918 по июль 1919 года, служил полковым врачом в 18-м Тобольском Сибирском стрелковом полку. 19 ноября 1928 года на заседании пленума Уралпрофсовета было рассмотрено ходатайство областного комитета Медсантруда о присвоении звания Герой труда Ивану Ивановичу Белавину. 1 декабря соответствующее ходатайство было направлено в ВЦСПС для передачи последним на утверждение ВЦИКа.
Умер 24 октября 1930 года. Был похоронен на кладбище церкви Во имя иконы Казанской Божией Матери. 24 октября 2014 года на нём состоялось открытие памятника доктору медицины Ивану Ивановичу Белавину.

### Семья
Жена — Наталья Дмитриевна.